# Fira de Rams de la Rambla de Catalunya
La Fira de Rams de la Rambla de Catalunya se celebra els dies previs al Diumenge de Rams a la Rambla de Catalunya. Els visitants poden trobar palmes, palmons i llorer, així com ornamentació de tota mena per a la celebració d'aquesta festivitat religiosa: des de rosaris de sucre fins a les cintes de colors. Les parades, on es poden adquirir els productes artesans i tradicionals, s'instal·len entre els carrers d'Aragó i de la Diputació. Tal com diu la tradició, les famílies esperen aquestes fires per a comprar les palmes i palmons que es beneiran el Diumenge de Rams.

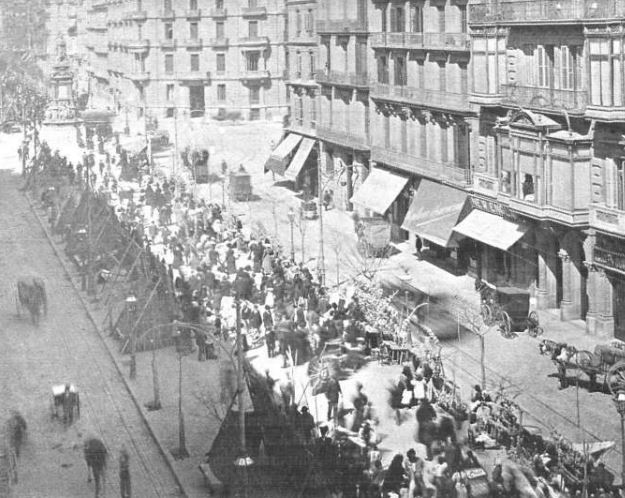
La fira al 1907